# Gugalana
Na mitologia suméria, Gugalana (Grande Boi do Céu) foi uma divindade e uma constelação conhecida hoje como Touro, um dos doze signos do zodíaco.
Gugalana foi o primeiro marido da deusa Ereshkigal, a deusa do Reino da Morte, um lugar triste e desprovido de luz, que Inanna criou para punir os pecados de Gilgamesh. Gugalana foi enviado pelos deuses em retribuição a Gilgamesh por este ter rejeitado o assédio sexual da deusa Inanna. 
Gugalana, cujos pés fez a terra tremer, foi desmembrado  por Gilgamesh e Enkidu. Inanna, do alto das paredes da cidade, mirou abaixo e Enkidu apanhou as ancas do boi e balançou-os sobre a deusa, ameaçando que faria o mesmo com ela. Por isto, Enkidu depois morrerá.
Foi para dividir a dor com a irmã que Inanna depois desce ao submundo.
Touro foi a constelação do hemisfério norte do equinócio da primavera datada de 3 200 a.C. marcou o começo da era da Agricultura com o Novo Ano do Festival Akitu (á-ki-ti-še-gur10-ku5, = semeadura da cevada), um dia importante para a religião Mesopotâmica. A "morte" de Gugalana, representa o desaparecimento obscuro desta constelação como um resultado da luz do sol, com a qual Gilgamesh era identificado.
A época em que este mito foi criado, o Festival do Ano Novo, ou Akitu, no equinócio da primavera, devido à precessão dos equinócios não ocorriam em Aries, mas em Touro. Nesse momento do ano, Touro desaparecia obscurecido pelo sol.